# Sleigh Ride
Sleigh Ride és un estàndard d'orquestra lleugera composta per Leroy Anderson. El compositor havia tingut la idea original de l'obra durant una onada de calor el juliol de 1946, i va acabar l'obra el febrer de 1948. La seva primera actuació va ser pels Boston Pops, dirigits per Arthur Fiedler, el 7 de juny de 1948. Els enregistraments originals eren versions instrumentals. La lletra, sobre muntar en un trineu i altres activitats divertides a l'hivern, va ser escrita per Mitchell Parish el 1950. Anderson també va fer arranjaments per a banda de vent i piano.
La versió orquestral va ser gravada per primera vegada el 1949 per Arthur Fiedler i la Boston Pops Orchestra. Sleigh Ride va ser un disc d'èxit a RCA Victor Red Seal, i s'ha convertit en una de les cançons de la signatura de l'orquestra. La versió de 45 rpm es va publicar originalment en vinil vermell. Els Pops van gravar la cançó nombroses vegades, amb Fiedler, així com John Williams, el seu director d'orquestra de 1979 a 1995, i Keith Lockhart, el seu director actual.
The Ronettes van gravar una versió de Sleigh Ride l'any 1963 per A A Christmas Gift for You de Phil Spector, que va tenir èxit comercial als Estats Units i va aparèixer en diversos mitjans.

## Detalls

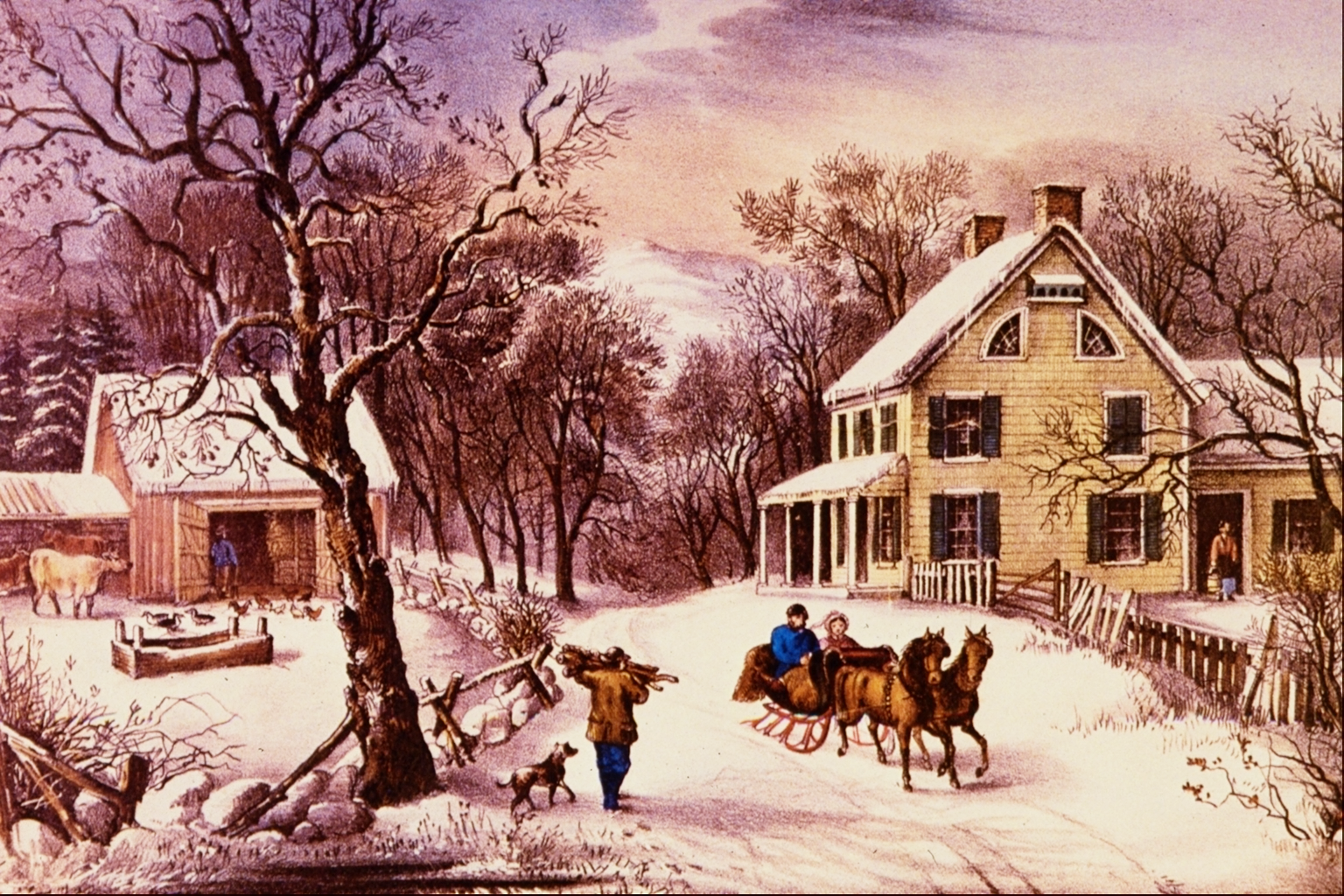
"American Homestead, Winter", una litografia de Currier and Ives, 1867. La lletra de la cançó es refereix a una "impressió d'imatge de Currier i Ives", les litografies de la qual eren populars al segle XIX.

L'enregistrament del 1950 de Leroy Anderson de Sleigh Ride a Decca va arribar a la llista de més venuts de la revista Cashbox quan es va tornar a publicar el 1952.
Es va utilitzar la melodia principal de Sleigh Ride, però sense acreditar a Anderson, com a tema principal de la partitura de Victor Young per a Western Streets of Laredo de 1949. Mitchell Parish va treballar amb Young en aquesta època aproximada, escrivint la lletra de la versió de Young de l'anteriorment instrumental "Stardust" de Hoagy Carmichael. El 1950, les Andrews Sisters van gravar la primera versió vocal de Sleigh Ride, utilitzant la lletra que Parish havia escrit. Tot i que Sleigh Ride s'associa sovint amb el Nadal i apareix als àlbums recopilatoris de Nadal, la seva lletra no esmenta cap festa.
La peça destaca pels sons d'un clip de cavall que pica i un fuet utilitzat per fer moure el cavall. En la majoria de les actuacions, un percussionista proporciona aquests sons en blocs de temple i un batall, respectivament. Cap al final de la peça, una trompeta imita el so d'un cavall renillant.
Segons l'American Society of Composers, Authors and Publishers (ASCAP), Sleigh Ride es classifica constantment com una de les 10 cançons més interpretades escrites pels membres de l'ASCAP. ASCAP va nomenar Sleigh Ride com la peça de música nadalenca més popular als EUA entre 2009 i 2012 basant-se en les dades de rendiment de més de 2.500 emissores de ràdio. L'enregistrament d'Anderson segueix sent la versió instrumental més popular, mentre que la de Johnny Mathis s'ha convertit en la versió vocal més popular.
Steve Metcalf va dir: "'Sleigh Ride'... ha estat interpretada i gravada per una varietat més àmplia d'artistes musicals que qualsevol altra peça de la història de la música occidental".
Sleigh Ride està escrit en forma de rondó de set parts (tot i que els intèrprets de vegades ometen la secció B final, convertint-la efectivament en un rondó de cinc parts). El primer episodi del rondó utilitza una modulació inusual i no preparada a la mediant, després a la supertònica.

## La versió Ronettes
Sleigh Ride va ser versionat pel grup nord-americà de noies The Ronettes. L'enregistrament produït per Phil Spector s'ha convertit en la versió més popular fora del gènere estàndard pop tradicional, arribant cada any al Top Ten US Holiday 100 de Billboard i arribant al número 8 el 2023 en la seva setmana 26 a l'Hot 100. Després d'aconseguir un nou pic de 8 el 2023, es va convertir en el segon èxit més alt del grup als Estats Units després de "Be My Baby". Compta amb la coneguda veu de fons "Ring-a-ling-a-ling, ding-dong-ding", i el clip-clop i el renill d'un cavall al principi i al final. Tots dos trams del pont es van ometre d'aquesta versió, deixant intactes només les tornades.

### Llistes i certificacions

#### Llistes setmanals
| Gràfic (1963–2023)                        | Màxima posició |
| ----------------------------------------- | -------------- |
| Alemanya (Llistes oficials alemanyes)     | 42             |
| Austràlia (ARIA)                          | 9              |
| Àustria (Ö3 Austria Top 40)               | 31             |
| Bèlgica (Ultratop 50 Flandes)             | 29             |
| Bèlgica (Ultratop 50 Valònia)             | 43             |
| scope="row"                               |                |
| Escòcia (OCC)                             | 65             |
| Eslovàquia (Singles Digitál Top 100)      | 23             |
| Espanya (PROMUSICAE)                      | 47             |
| França (SNEP)                             | 80             |
| Global 200 (Billboard)                    | 13             |
| Hongria (Stream Top 40)                   | 13             |
| Irlanda (IRMA)                            | 14             |
| Itàlia (FIMI)                             | 67             |
| Letònia (LAIPA)                           | 21             |
| Lituania (AGATA)                          | 14             |
| Luxemburg (Billboard)                     | 16             |
| Païssos Baixos (Single Top 100)           | 16             |
| Nova Zelanda (Recorded Music NZ)          | 14             |
| Polònia (Polish Streaming Top 100)        | 48             |
| Portugal (AFP)                            | 28             |
| República Txeca (Singles Digitál Top 100) | 30             |
| Suècia (Sverigetopplistan)                | 50             |
| Suïssa (Swiss Hitparade)                  | 18             |
| UK Singles (OCC)                          | 22             |
| US Billboard Hot 100                      | 8              |
| US Holiday 100 (Billboard)                | 7              |
| US Rolling Stone Top 100                  | 10             |

#### Certificacions i vendes
| País                             | Certificació | Vendes      |
| -------------------------------- | ------------ | ----------- |
| Dinamarca (IFPI Dinamarca)       | Or           | 45.000 +    |
| Itàlia (FIMI)                    | Or           | 35.000 +    |
| Nova Zelanda (Recorded Music NZ) | Or           | 15.000 +    |
| Portugal (AFP)                   | Or           | 15.000 +    |
| Regne Unit (BPI)                 | Platí        | 600.000 +   |
| Estats Units (RIAA)              | 3 x Platí    | 3.000.000 + |

## Versió de Gwen Stefani

### Rerefons i llançament
Stefani va llançar el seu quart àlbum d'estudi, You Make It Feel Like Christmas a través d'Interscope Records, el 6 d'octubre de 2017, una col·lecció de sis cançons originals i sis versions dels estàndards de Nadal. L'àlbum va ser precedit pel llançament del senzill "You Make It Feel Like Christmas", un duet amb el seu xicot, el cantant nord-americà Blake Shelton. Segons Stefani, el llançament inicial de l'àlbum va generar una resposta positiva, permetent-li tornar a l'estudi amb els seus col·laboradors Busbee i Justin Tranter. L'any següent, You Make It Feel Like Christmas es va reeditar amb cinc cançons addicionals noves i es va publicar un vídeo musical adequat per a la cançó principal.
El 2019, Stefani va tornar a fer duet amb Shelton a "Nobody but You", una nova cançó gravada per al seu àlbum recopilatori, Fully Loaded: God's Country. La cançó es va publicar com a senzill i es va distribuir a les ràdios dels Estats Units el 21 de gener de 2020. Es va convertir en un èxit, encapçalant les llistes Country Airplay i Cançons Digitals de Billboard i es va convertir en l'èxit més alt de Stefani al Billboard Hot 100 des del 2007. A finals del 2020, van circular rumors de nova música en solitari de Stefani després que es va anunciar que tornaria com a jutge a la sèrie de televisió nord-americana The Voice. Aleshores, Stefani va confirmar els seus plans per llançar música nova durant un anunci promocional fet per al programa. La seva versió de "Sleigh Ride" es va anunciar com una sorpresa per als seus fans el 12 d'octubre de 2020, el dia abans del seu llançament programat. S'esperava que aparegués com a divuitena cançó d'una propera reedició de You Make It Feel Like Christmas, que es publicaria més tard el 2020.
"Sleigh Ride" va ser produït pels músics nord-americans Brent Kutzle i Brandon Collins. És el primer tema de You Make It Feel Like Christmas que no va ser produït per Busbee o Eric Valentine; Busbee havia escrit prèviament totes les cançons originals de l'àlbum principal amb Stefani i Tranter, però va morir el setembre del 2019 després d'una batalla amb el glioblastoma. La versió de Stefani de "Sleigh Ride" acredita a Anderson i Parish com a compositors. La cançó es va llançar als minoristes de música per a descàrrega digital i transmissió en streaming el 13 d'octubre de 2020 a través d'Interscope Records. El mateix dia del seu llançament, es va penjar un vídeo d'àudio promocional de la cançó al canal de YouTube de Stefani. Serveix com a primer llançament en solitari des de la resta de You Make It Feel Like Christmas. Al costat del llançament de "Sleigh Ride", Stefani va dir que hi hauria "més per venir" la setmana següent.

### Composició
La versió de Stefani de "Sleigh Ride" ha estat descrita com una cançó temàtica de vacances amb una orquestra arranjada "exuberant". El músic nord-americà Ryan Tedder contribueix com a productor vocal de la cançó, i Stefani està acompanyada per la cantant nord-americana Laura Cooksey per a la veu de fons.

### Recepció crítica
Sophie Smith del lloc web d'entreteniment uDiscover Music va ser positiva sobre la portada de Stefani, anomenant-la una nova cançó "alegre" i "festiva". Un col·laborador de WSRW va considerar que Stefani es va posar "a l'esperit de vacances" amb la seva versió, però va pensar que s'havia publicat massa temps abans de la temporada de vacances.

### Crèdits i personal
Crèdits adaptats d'AllMusic.
- Gwen Stefani – artista principal
- Brandon Collins – productor, contractista de cordes
- Brent Kutzle – productor, teclats
- Leroy Anderson – compositor
- Mitchell Parish – compositor
- Ryan Tedder – productor vocal
- John Nathaniel – productor vocal, mescles
- Grant Pittman – enginyer, teclats
- Doug Sarrett – enginyer
- Tyler Spry – enginyer
- Mike Wilson – enginyer
- Chris Gehringer – enginyer màster
- Laura Cooksey – veus de fons
- Luke Sullivant – guitarra acústica, guitarra elèctrica
- Matt Melton – baix
- Paul Nelson – violoncel
- Jon Hyrkas – tambors
- Betsy Lamb – viola, violí
- David Angell – violí
- David Davidson – violí

### Llites
| Llista (2020)                             | Màxima posició |
| ----------------------------------------- | -------------- |
| US Holiday Digital Song Sales (Billboard) | 6              |

## Altres enregistraments destacats
- 1949: Arthur Fiedler i els Boston Pops.[65] La gravació de l'èxit original, aquesta versió mai no ha estat disponible en CD.
- 1950 - Leroy Anderson. Els senzills de la sèrie Decca Gold Label (núm. 16000, tant a 45 com a 78 rpm) als quals es fa referència anteriorment no es van publicar com a gravacions individuals. Tot i així, formaven part del conjunt de quatre discos Leroy Anderson Conducts His Own Compositions. Aquesta versió es reprodueix principalment durant la temporada de vacances i ha aparegut en diverses recopilacions. Anderson va tornar a gravar "Sleigh Ride" en estèreo per a l'LP Decca de 1959 Leroy Anderson Conducts Leroy Anderson .
- 1950 - The Andrews Sisters (la primera versió vocal)
- 1952 - Bing Crosby, inclòs a The Voice of Christmas de 1998[66]
- 1958 - Johnny Mathis - Merry Christmas
- 1959 - Andre Kostelanetz (com a Andre Kostelanetz i la seva orquestra) va gravar la seva versió el 1959. Va aparèixer en el seu propi LP de 1963 "Wonderland of Christmas". Aquesta versió es va poder trobar en diversos àlbums recopilatoris nadalencs venuts durant la dècada de 1960 i principis de la dècada de 1970 a diverses farmàcies, botigues de queviures (que es troba al LP recopilatori "Christmas Greetings Vol.1" de 1970 A&amp;P) i a Goodyear Tire and Rubber Company de botigues de pneumàtics (publicat el 1961 en LP recopilatori "The Great Songs of Christmas Vol. 1").
- 1960 - Ella Fitzgerald - Ella Wishes You a Swinging Christmas; aquesta versió es va presentar més tard a la pel·lícula Elf de 2003.
- 1965 - Andy Williams - Merry Christmas
- 1978 - Els Fusters - Christmas Portrait[66]
- 1998 - Squirrel Nut Zippers - Christmas Caravan[66]
- 2012 - Sufjan Stevens va llançar una versió de la cançó com a part del novè volum de la caixa de Nadal Silver &amp; Gold.[67] Stevens utilitza molts aparells diferents per fer sons, que recorden l'estil de Spike Jones, que va gravar la cançó el 1956.[66]

### Versió de Mariah Carey
El 2020, la cantant i compositora nord-americana Mariah Carey va gravar una versió de "Sleigh Ride" per al seu segon àlbum de banda sonora, Mariah Carey's Magical Christmas Special (2020).